# 코트비차

코트비차

코트비차(폴란드어: Kotwica)는 제2차 세계 대전 중에 사용된 폴란드 지하국가와 폴란드 국내군의 상징이었다. 1942년 국내군의 바베르 소규모 파괴 공작대원들이 국가의 독립을 되찾기 위한 투쟁을 위한 쉽게 사용할 수 있는 상징으로 만들었다. 약어 PW의 원래 의미는 pomścimy Wawer (바베르의 복수를 할 것이다)였으며, 이는 1939년 바베르 학살을 언급하는 것이었다. 이 학살은 독일군이 점령한 폴란드에서 폴란드 민간인을 대량 학살한 최초의 사건 중 하나로 간주되고 있다.
처음에는 파괴 부대의 폴란드 정찰병들이 이 문구 전체를 벽에 그렸다. 그러나 곧 PW로 줄여서 사용했고, 이는 Polska walcząca (폴란드와 싸우다)라는 문구를 상징하게 되었다. 1942년 초, 국내군은 저항 운동을 나타내는 상징을 디자인하는 대회를 조직했고, 소규모 파괴 작전에 직접 참여한 회색 계급의 일원인 안나 스몰렌스카가 디자인한 우승작은 P와 W 문자를 합쳐 코트비차를 만들었다. 스몰렌스카는 1942년 11월 게슈타포에 체포되어 1943년 3월 아우슈비츠 강제수용소에서 23세의 나이로 사망했다.
2014년 6월, 폴란드 하원은 코트비차 보호에 관한 법률을 통과시켰다. 코트비차의 상징을 기리고 존중하는 것은 모든 폴란드 시민의 권리이자 의무이며, 이를 공개적으로 모욕하는 경우 벌금형에 처해질 수 있다.